# 東方三博士の礼拝 (ルーベンス、アントウェルペン王立美術館)
『東方三博士の礼拝』（とうほうさんはかせのれいはい, 蘭: Aanbidding door de koningen, 英: The Adoration of the Magi）は、バロック期のフランドルの巨匠ピーテル・パウル・ルーベンスが1624年から1625年に制作した絵画である。油彩。『新約聖書』「マタイによる福音書」2章で語られている東方三博士の礼拝を主題としている。アントウェルペンの聖ミカエル修道院の発注で主祭壇画として制作された。発注された1624年は同修道院の設立から500年後の節目にあたる年であった。現在はアントウェルペン王立美術館に所蔵されている。また多くの同主題の絵画が知られている。

## 制作経緯
聖ミカエル修道院は1124年にプレモントレ会によって設立された。修道院はネーデルラント諸国で最も強力な宗教団体の一つに成長したが、16世紀になると様々な災害に襲われた。修道院は1501年に落雷に見舞われ、1524年にクロッシングの塔で火災が発生した。さらに1566年のカルヴァン派によるビルダーシュトゥルムと1576年のスペインの狂暴の間に、建築物の一部が暴徒によって破壊された。1620年には教会で大規模な火災が発生した。修道院長マタイス・ファン・イールセル（Matthijs Van Eerssel）がルーベンスに本作品を発注したのはそれから4年後の1624年のことであった。この年は修道院の創立からちょうど500年後にあたり、そのことがルーベンスに祭壇画が発注された理由の一端であったと考えられている。報酬は1,500ギルダーであった。

## 主題

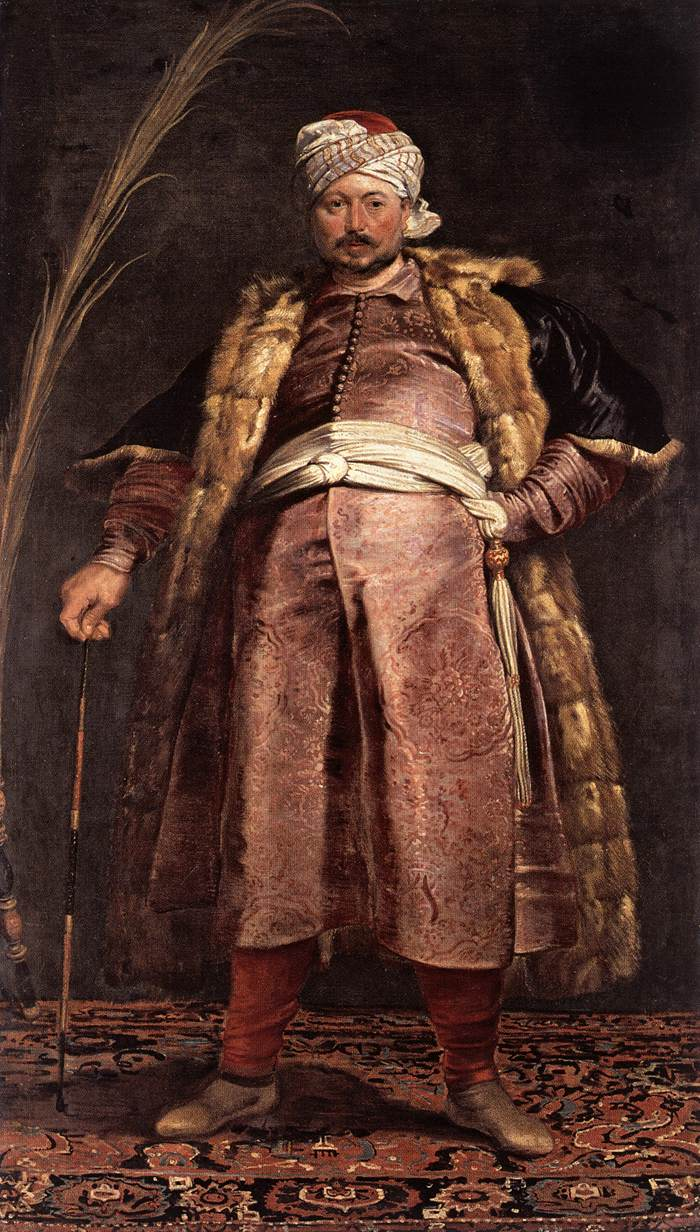
東方の衣装で描かれたルーベンスの『ニコラス・レスペニヤの肖像』。カッセル・アルテ・マイスター絵画館所蔵。

「マタイによる福音書」2章によると、ベツレヘムでイエス・キリストが生まれたとき、空に偉大な王が生まれたことを知らせる星が現れた。東方の地で星を見た3人の博士は王の誕生を祝福するべくエルサレムを訪れ、ヘロデ王に赤子がどこにいるのか尋ねた。不安を感じたヘロデ王は司祭長や学者たちを集めてメシアが生まれる場所を問い質した。すると「ベツレヘムに生まれる」と答えた。そこでヘロデ王は博士たちに「探している子供を見つけたら知らせてほしい」と言ってベツレヘムに送り出した。博士たちが出発すると以前見た星が現れ、イエスがいる家まで先導した。博士たちが家に入ると聖母マリアと幼いイエスを発見した。彼らはイエスを礼拝して、黄金、乳香、没薬を捧げたのち、ヘロデ王に会わずに帰国した。

## 作品
ルーベンスは記念碑的な人物像とバロック様式の空間を用いて、幼児キリストを礼拝する三博士を描いている。聖母マリアと聖ヨセフは画面右側で飼い葉桶の中の幼児キリストを東方の三博士に示している。聖母マリアの配置された場所は画面の中央ではないが構図の中心であり、その身振りは誇らしげである。画面中央で右手を胸に当ててひざまずき、最も幼児キリストに近い場所で礼拝しているのはカスパールである。彼は白い衣装を身にまとい、左手に香炉を持っている。ルーベンスの描写は伝統的な東方三博士の礼拝とは少し異なっている。一般的な作品では幼児のキリストに最も近い場所に描かれているのは最年長者のメルキオールであるが、ルーベンスはその位置にカスパールを配置している。この配置は現在プラド美術館に所蔵されている初期の『東方三博士の礼拝』（Aanbidding door de koningen）でも同じである。さらに、カスパールは典礼衣装であるサープリスとストールを身に着ている。この革新的表現によって、ルーベンスは『新約聖書』の物語を聖体秘跡の典礼であるミサと結びつけている。同じく画面中央のカスパールの奥には頭にターバンを巻いたバルタザールが立っており、右手に没薬が入った壺を持っている。画面左側では赤い服を着たメルキオールがカスパールの後方で金貨を乗せた高坏を右手に持った姿で立ち、視線を鑑賞者の側に向けている。また多くの召使や兵士、ラクダに乗った人夫たちが三博士につき従っている。
ルーベンスは聖書の時代の人物たちを画家の同時代の東方の衣装で描いた。たとえば、ルーベンスは1619年頃にアレッポからアントウェルペンに戻った商人ニコラス・デ・レスペニヤ（Nicolas de Respaigne）の肖像画を東方の衣装で描いており、このときの図像に基づいてバルタザールを描いている。
ルーベンスはわずか2週間で、助手の力を借りることなく祭壇画全体を描き上げたと伝えられている。実際にルーベンスは各部分を非常に手早く描いている。たとえば画面右下の牛は茶色の地塗りが確認でき、その上に少ないストロークで描き上げている。2007年に本作品が詳細に研究された際に、専門家は画面全体がルーベンスによって描かれたと判断している。ただし研究成果の詳細は明らかにされていない。

## 祭壇額
祭壇画が納められた祭壇額（altar frame）は、大天使聖ミカエル、聖母マリア、クサンテンの聖ノルベルトのアラバスターの彫刻を冠した赤と黒の大理石で制作された。ルーベンスのデザインに基づいて、彫刻家ヨハネス・ファン・ミルダートによって制作された。

## 来歴
完成した祭壇画は聖ミカエル修道院の主祭壇に設置された。祭壇画はそれから150年以上もの間、同修道院にあったが、フランス占領中の1794年に修道院は解散させられた。また祭壇画は押収されてパリに運ばれた。しかし1815年のワーテルローの戦いでの完敗により、ナポレオンが再び失脚すると、同年に祭壇画は返還され、アントウェルペン王立美術館に収蔵された。祭壇額は現在オランダのズンデルトにある聖トルード教会に所蔵されている。

## ギャラリー

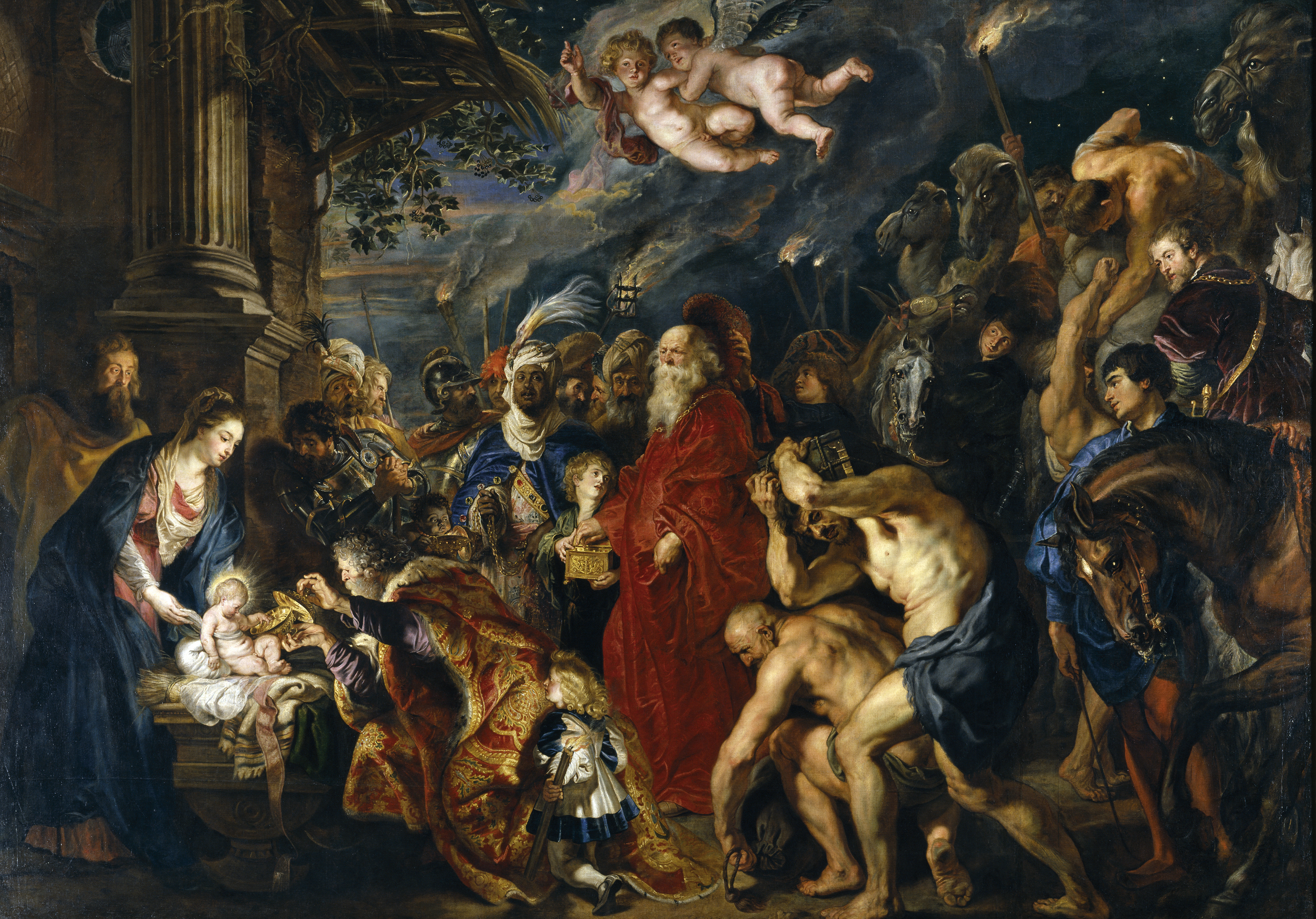
『東方三博士の礼拝』1609年 プラド美術館所蔵
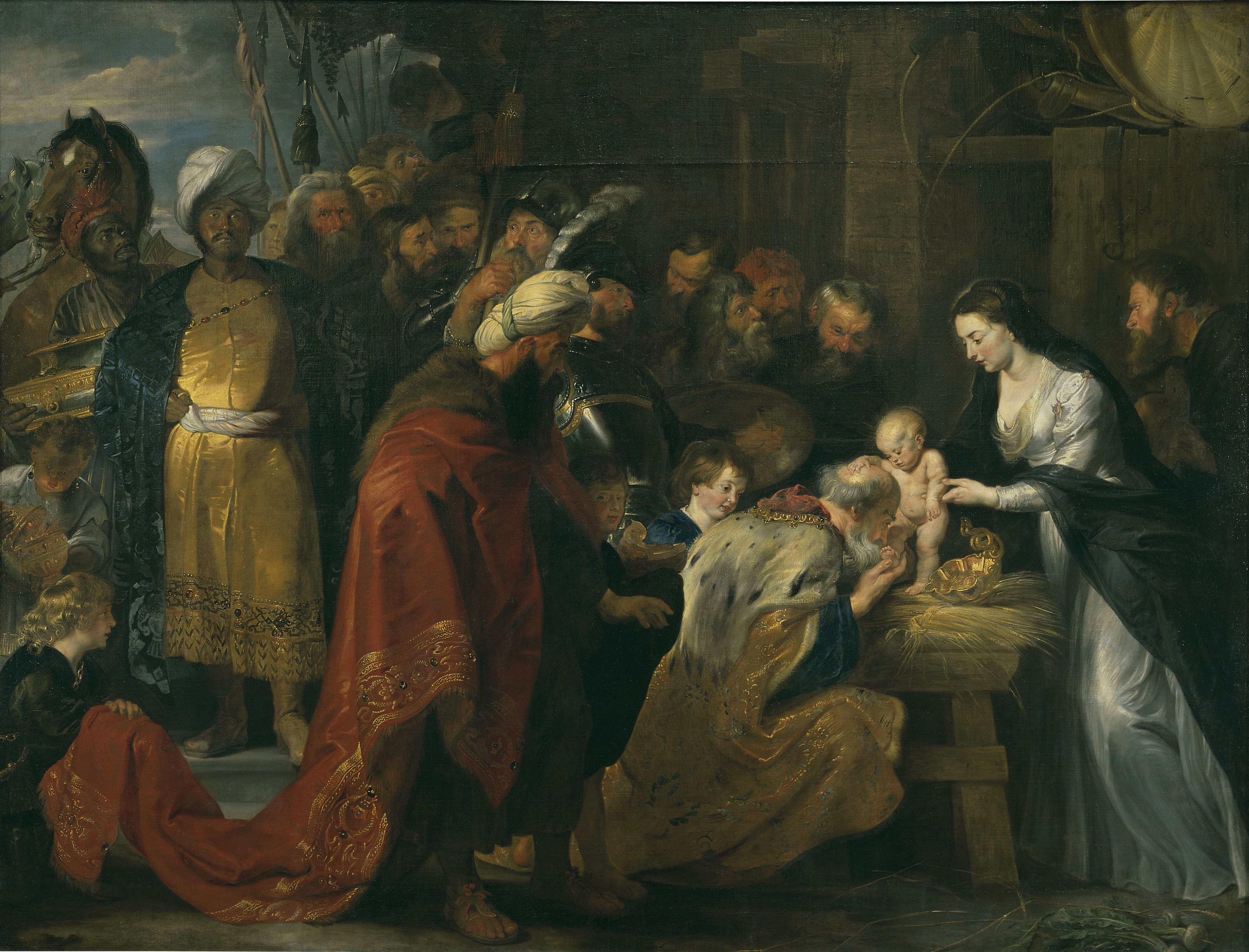
『東方三博士の礼拝』1618年から1619年の間 リヨン美術館所蔵
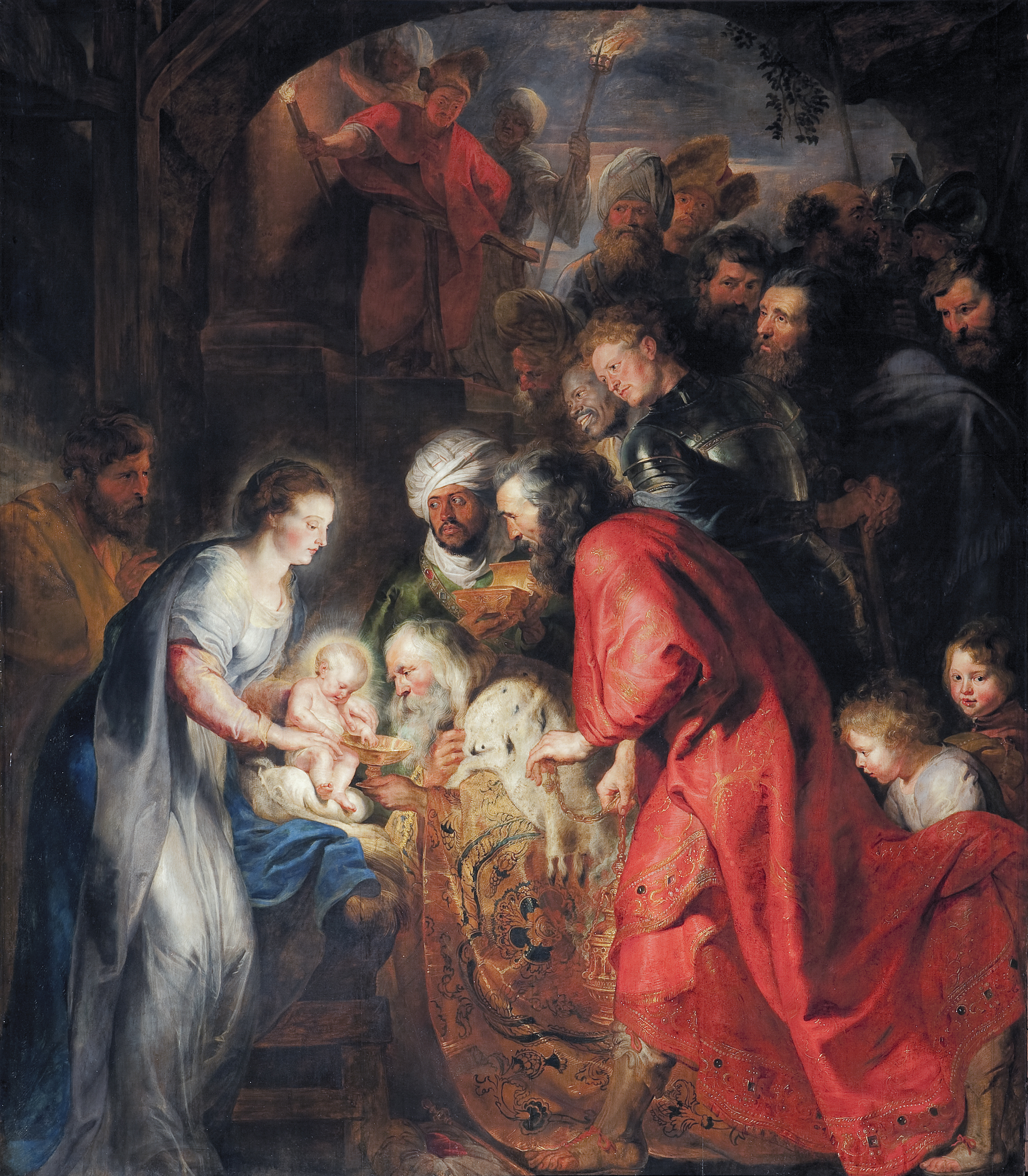
『東方三博士の礼拝』1619年 聖ヨハネ教会（オランダ語版）所蔵
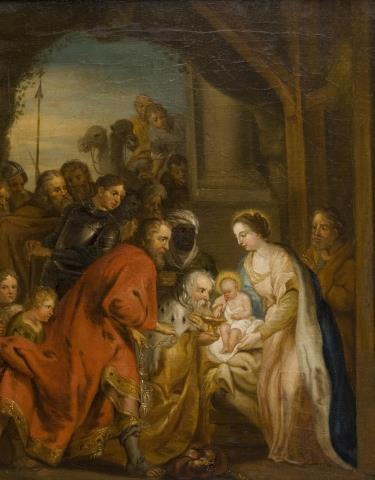
『東方三博士の礼拝』1619年以降 オークランド美術館所蔵
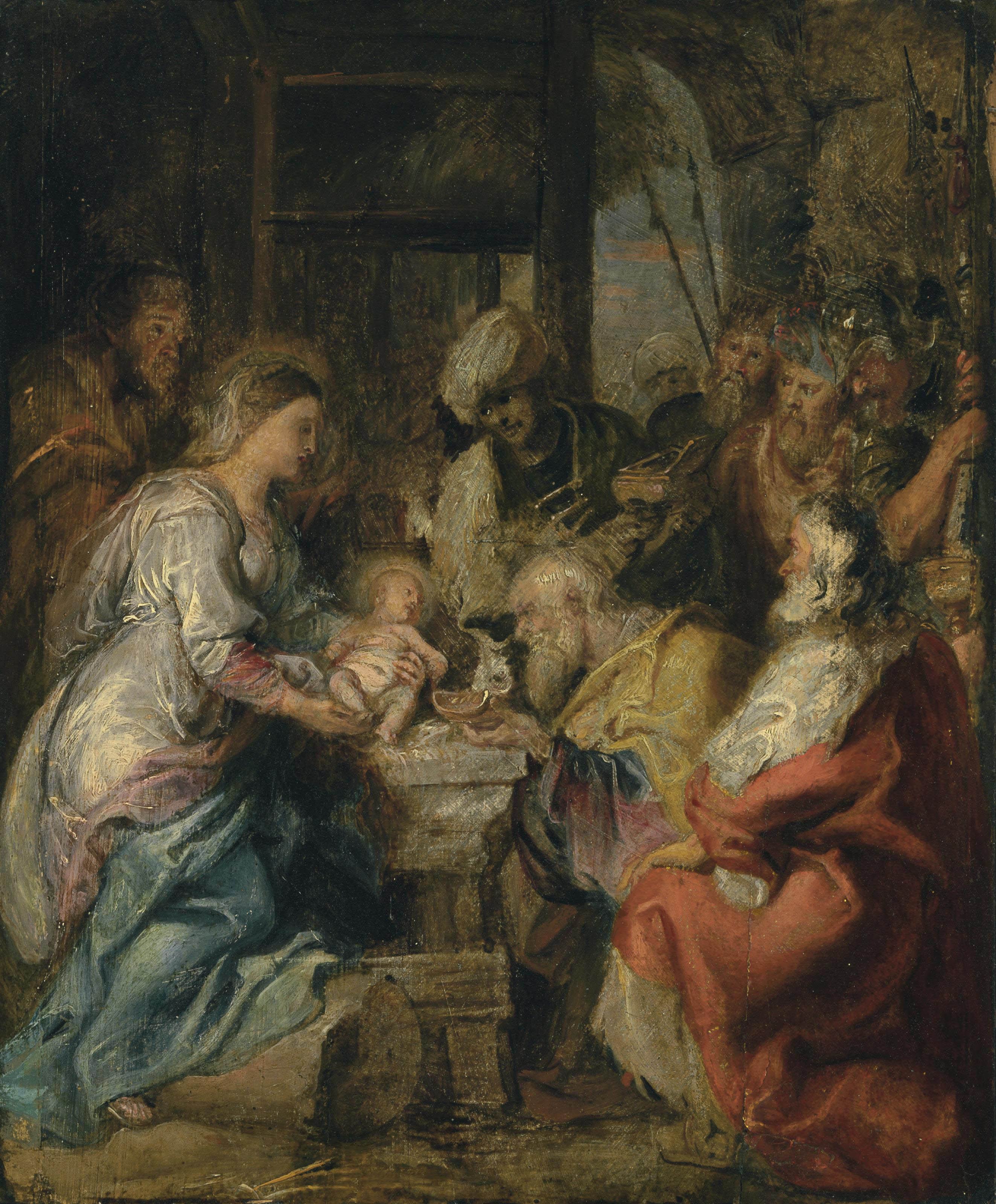
『東方三博士の礼拝』1626年頃 個人蔵
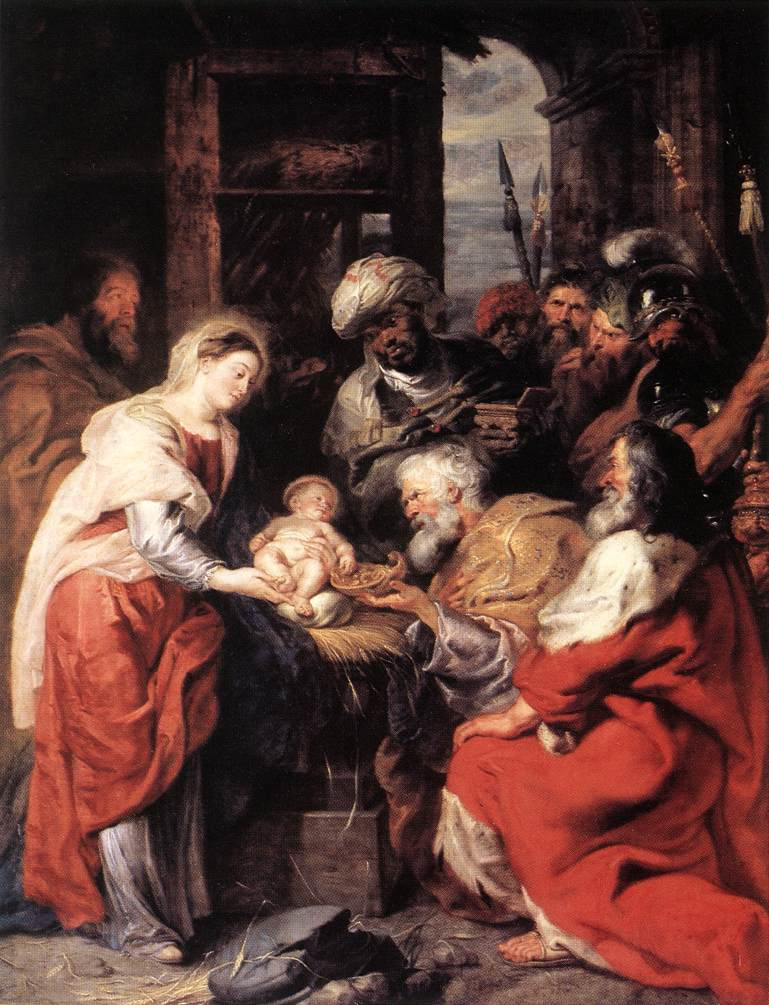
『東方三博士の礼拝』1626年から1627年 ルーヴル美術館所蔵
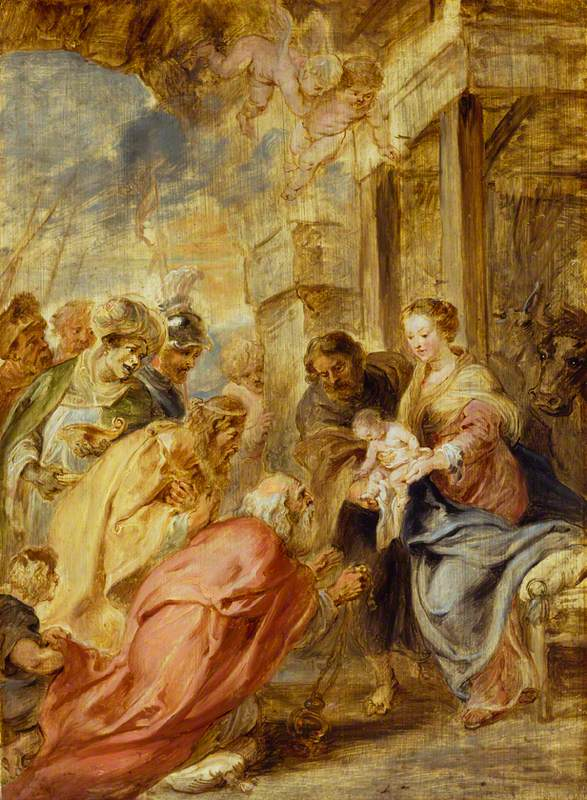
『東方三博士の礼拝』1633年頃 ウォレス・コレクション所蔵
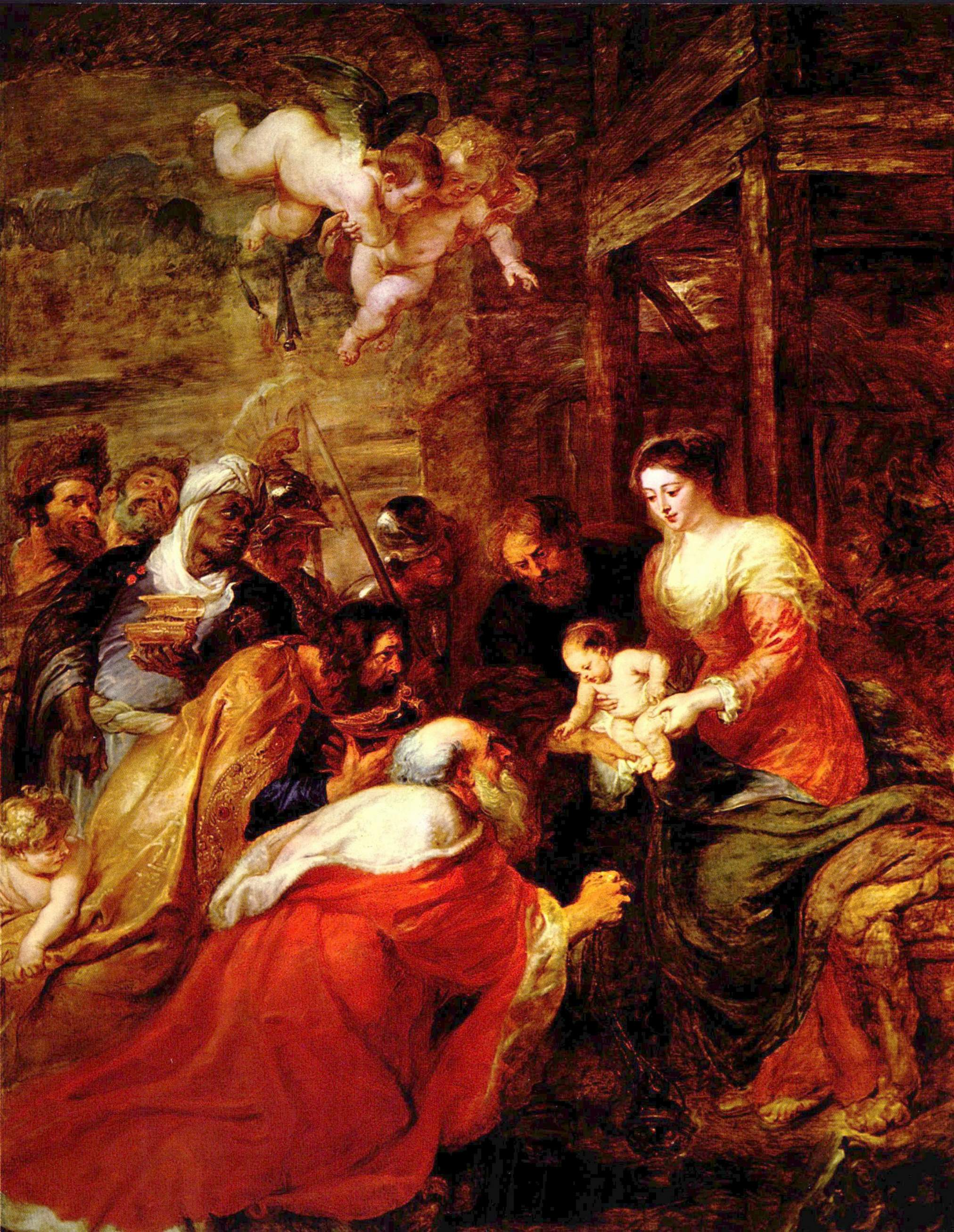
『東方三博士の礼拝』1633年-1634年 キングス・カレッジ・チャペル所蔵